# Georg Zundel
Georg Zundel (ur. 17 maja 1931 w Tybindze; zm. 11 marca 2007 w Salzburgu) – niemiecki fizykochemik i filantrop.

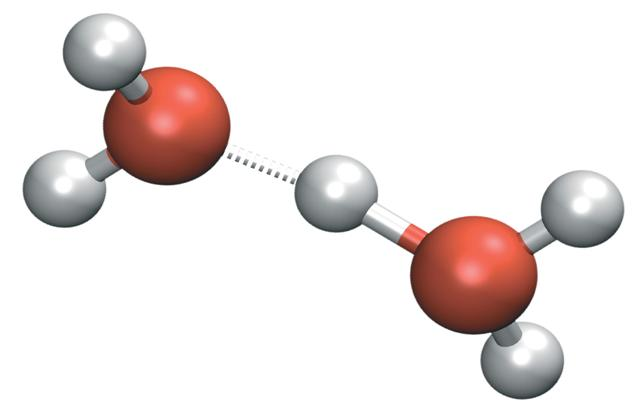
Kation Zundela, H_{5}O_{2}^{+}, w którym nadmiarowy proton fluktuuje niezwykle szybko między dwiema cząsteczkami wody

Profesor Georg Zundel był specjalistą w badaniach spektroskopowych układów biologicznych i innych zawierających wiązanie wodorowe, w których protony mogą łatwo fluktuować. Prowadzone przez niego badania poszerzyły wiadomości dotyczące mechanizmu transferu protonów w wiązaniach wodorowych i ich przejawów spektroskopowych. Wprowadził do literatury pojęcie kontinuum, które zapisało się w literaturze jako „kontinuum Zundela”. W literaturze chemicznej obecne są również pojęcia „polaryzowalność Zundela” i „kation Zundela” (H5O+2).
Georg Zundel jest autorem ponad 300 publikacji naukowych oraz szeregu opracowań monograficznych. Był promotorem ponad 50 przewodów doktorskich.